# Torrent de Can Solei
El Torrent de Can Solei o Torrent del Camí del Cementiri és una riera de la ciutat de Badalona de poc més de 500 m de recorregut. Neix entre el Cementiri Vell i Can Solei, dels quals pren el nom, i discorre íntegrament per terreny urbanitzat, canalitzat i soterrat. Desembocava a la Platja del Pont d'en Botifarreta després de recórrer l'actual carrer de Torrebadal, però actualment no desemboca a la mar sinó que l'aigua és reconduïda per un col·lector interceptor que la porta a la depuradora del Besòs.